# Hirnyk (Donezk)

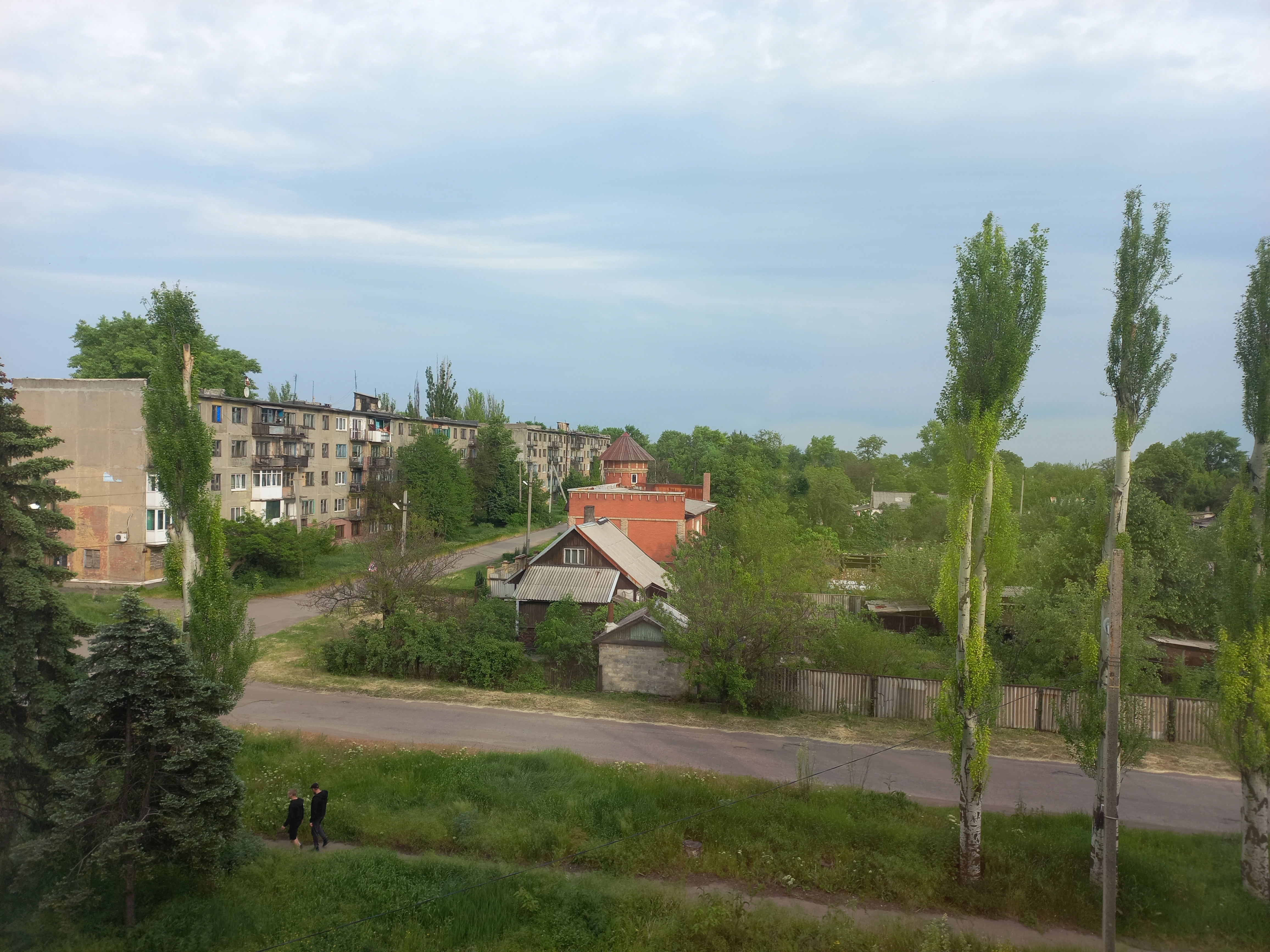
Hirnyk (2023)

Hirnyk (ukrainisch Гірник; russisch Горняк Gornjak) ist eine Stadt in der ukrainischen Oblast Donezk mit etwa 1000 Einwohnern (Juli 2024).

## Lage
Hirnyk liegt im Donbass nahe dem Ufer der Wowtscha und gehörte bis Juli 2020 administrativ zum Stadtkreis der 14 km nördlich liegenden Stadt Selydowe. Das Oblastzentrum Donezk befindet sich 45 km östlich von Hirnyk.

## Geschichte
Hirnyk wurde 1938 als Bergmannssiedlung Sozhorodok (Соцгородок) gegründet und erhielt 1958 den Stadtstatus. Der heutige Ortsname bedeutet übersetzt „Bergmann“. Das Wappen zeigt dementsprechend einen Bergmann mit Presslufthammer und einem Stück Kohle vor einem gelben Dreieck, das von oben in eine schwarze Fläche ragt. Umgeben ist es von Schmuckelementen.
Bis zum Ausbruch des Zweiten Weltkriegs in der Ukraine wuchs die Siedlung auf zirka 5000 Einwohner an, die sich aber aufgrund des Wohnraummangels auch auf die umliegenden Siedlungen Nowoselydiwka, Kurachiwka und Schelanne sowie den Hof Ismajliwka verteilten. In den ersten Kriegstagen des Jahres 1941 wurde ein Großteil der männlichen Bevölkerung in die Rote Armee eingezogen. In der Folgezeit hielt man den Minenbetrieb aufrecht, entschied sich aber schließlich für die Demontage bzw. Zerstörung der Anlagen. Ein Teil der verbliebenen Bergarbeiter wurde nach Kasachstan gebracht. Am 20. Oktober 1941 rückte die Wehrmacht ein und es kam zu Hinrichtungen und Zwangsarbeit, um die Minen wieder in Betrieb nehmen zu können, was aber nur weit unter dem Vorkriegsniveau gelang, da nur drei bis fünf Tonnen pro Tag gefördert wurden statt der 510 Tonnen, die zuvor möglich waren. Am 8. September 1943 wurde der Ort wieder befreit. Die erneut zerstörten Minenanlagen wurden wiederaufgebaut, zudem entstand die Infrastruktur zum Teil neu. Die Fördermengen stiegen deutlich an und zum Zeitpunkt der Stadtrechtsverleihung im Jahr 1958 lebten hier 10.985 Einwohner. Neue Fabriken – darunter eine für Erfrischungsgetränke und eine Brotfabrik – entstanden. Man pflanzte fast 100.000 Bäume und verschönerte die Stadt zudem mit zehntausenden Sträuchern. Im Jahr 1969 erhielt Hirnyk einen eigenen Busbahnhof.
Am 13. Februar 2015 griffen prorussische Militante die Stadt mit Grad-Raketen an, wodurch drei Frauen starben. Im Jahr 2018 wurde bei der Stadt der höchste ukrainische Fernsehturm seit der Unabhängigkeitserklärung errichtet. Mit einer Höhe von 190 Metern war er vor allem dafür gedacht, ukrainische Programme in die besetzten östlichen Gebiete zu senden.
Am 12. Juni 2020 wurde die Stadt ein Teil der neugegründeten Stadtgemeinde Kurachowe, bis dahin bildete der Ort einen Teil der Stadtratsgemeinde Selydowe die wiederum unter Oblastverwaltung stand und im Norden des Rajons Marjinka lag.
Am 17. Juli 2020 wurde der Ort selbst ein Teil des Rajons Pokrowsk.
Ende Oktober 2024, während des Russisch-Ukrainischen Krieges, nahmen russische Truppen die Stadt nach Angaben des russischen Verteidigungsministeriums ein.